# Sambódromo Passarela do Samba Dráusio da Cruz

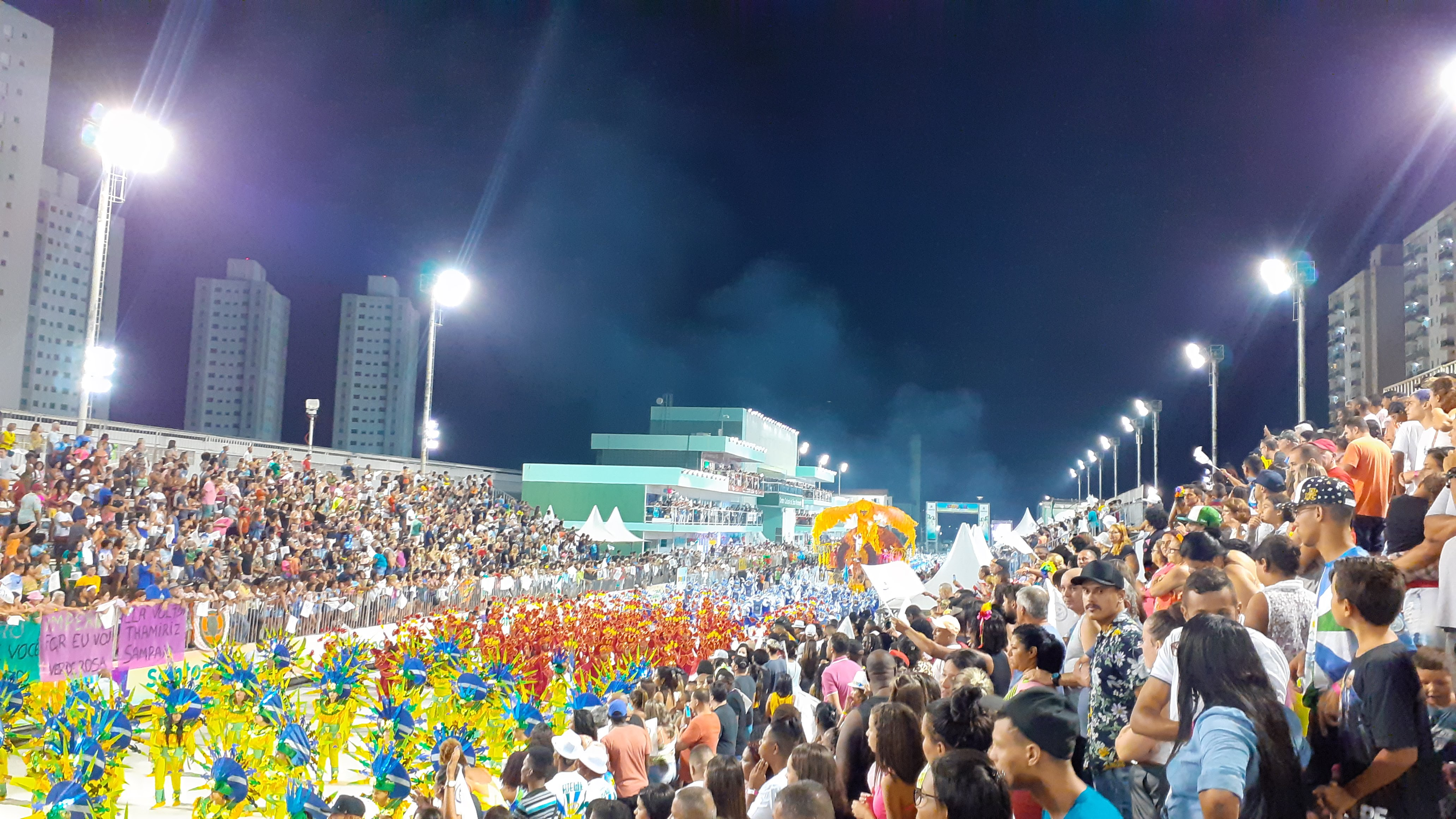
Desfile da GRCES Unidos dos Morros - Santos Carnaval 2020

O Sambódromo Passarela do Samba "Dráuzio da Cruz", também conhecido como Sambódromo de Santos ou "Estradão", é o palco dos maiores eventos culturais da região da Baixada Santista, em especial do Desfile das Escolas de Samba do Carnaval da Baixada Santista.

O conjunto arquitetônico é instalado ao redor da Avenida Afonso Schmidt, no bairro do Castelo, na zona noroeste da cidade de Santos, possui capacidade para 10 mil espectadores e abriga o Centro Cultural da Zona Noroeste.

A Passarela onde ocorrem os desfiles possui extensão de 450 metros e largura de 16 metros, conta ainda com um recuo de bateria com 32 metros de largura e 17 metros de profundidade.

## História
Durante muito tempo os desfiles das escolas de Samba de Santos/SP foram itinerantes, sendo realizados em diversos pontos da popular orla da praia, porém com o passar dos anos se fez necessário criar um palco fixo para estas manifestações populares, foi então que 23 de Fevereiro de 2006 sob a administração do então prefeito João Paulo Tavares Papa foi criado um espaço cultural na Zona Noroeste que abrigaria o desfile de escolas de Samba denominado "Sambódromo Dráuzio da Cruz", levando o nome de um dos principais Sambista da história da região, que foi fundador da pioneira Império do Samba, rei momo do carnaval Paulistano e 5 vezes campeão do Carnaval estadual.
O local dos desfiles foi construído em uma via que cortava o terreno do "Estradão", com 560 metros de extensão e 20 de largura, sendo 16 para a faixa de rolamento e 4 para às calçadas Já a pista de desfile ficou com 450 metros de extensão.
O custo da construção do Sambódromo ficou orçado em aproximadamente R$ 1,9 milhões e no projeto original não havia a edificação do Centro Cultural da Zona Noroeste, este foi incorporado ao Sambódromo somente em 2013.

## Eventos
Além de abrigar os desfiles das escolas de Samba da região, o complexo também recebe: 

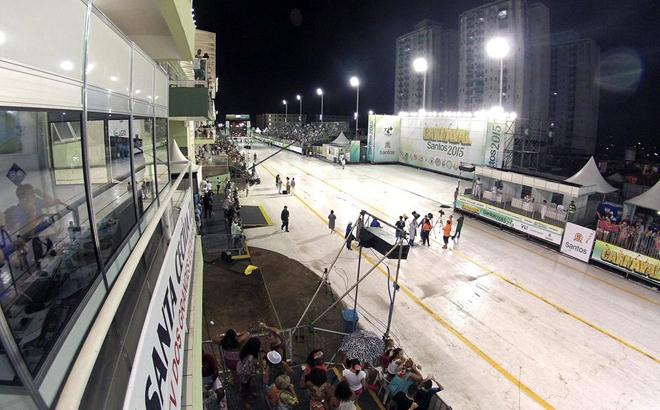
Vista dos Camarotes do Sambódromo (2015)

- Desfiles Cívicos;
- Shows Comemorativos;
- Eventos Públicos;
- Shows de Grande Expressão.

## Outros Espaços
Alguns espaços específicos do Sambódromo foram batizados em homenagem à grandes sambistas da Baixada Santista, em especial, os boxes de bateria da concentração e dispersão e o recuo da passarela, que levam os nomes de três grandes mestres de bateria da Região:

### Box de Concentração
Leva o nome de José Paulo Fernandes da Silva, o "Mestre Paulinho" (conhecido também como Mestre Paulão) da GRCES Brasil.

### Box de Dispersão
Leva o nome de Luiz José de Souza, o "Mestre Alemão" da GRCES X-9 Pioneira.

### Recuo de Bateria
Leva o nome de Rubens dos Santos, o "Mestre Rubens" da GRCES X-9 Pioneira.

### Cabines de Transmissão
Leva o nome de "Cabines de Transmissão Jorge dos Santos", no passado abrigou a antiga TV Litoral e hoje abriga as equipes de transmissão da Santa Cecília TV e da TV Tribuna afiliada da Rede Globo de Televisão.

1. ↑  https://www.santos.sp.gov.br/?q=portal/sambodromo
2. ↑  Santos, Do G1 (7 de janeiro de 2016). «Arquibancadas são montadas na Passarela do Samba em Santos». Carnaval 2016 em Santos. Consultado em 7 de janeiro de 2020
3. ↑  «Novo Milênio: Histórias e Lendas de Santos: Tempo de Carnaval (5-a)». www.novomilenio.inf.br. Consultado em 7 de janeiro de 2020